# James Maddison
James Daniel Maddison  (ur. 23 listopada 1996 w Coventry) – angielski piłkarz występujący na pozycji pomocnika w angielskim klubie Tottenham Hotspur oraz w reprezentacji Anglii.
Został powołany przez Garetha Southgate'a na Mistrzostwa Świata 2022, ale nie zagrał w żadnym spotkaniu turnieju.